# أحمد عبد الله الجبوري
أبو مازن أحمد عبد الله عبد خلف الجبوري (من مواليد 1967) هو سياسي عراقي من صلاح الدين، شخصية بارزة في بيجي. وكان وزير الدولة لشؤون المحافظات من 2014 إلى 2015 ومحافظ صلاح الدين محافظة من عام 2013 إلى عام 2014. عضوًا في مجلس النواب العراقي من عام 2015 إلى عام 2022

## حياته السياسية
كان الجبوري مساعد محافظة صلاح الدين للشؤون الأمنية من عام 2005. وفي انتخابات المحافظات 2009 انضم للقائمة الوطنية العراقية وحصل على أصوات أكثر من أي مرشح آخر. في صفقة بين القائمة العراقية الوطنية وجبهة التوافق العراقية، فتم تعيين الجبوري رئيس الإقليم.
وكان الجبوري المنافس السياسي المرير مع نائب الحاكم السابق عبد الله حسين جبارة. وكجزء من هذا التنافس لعب الجبوري دورا في محاولات لمنع جبارة من الترشح للانتخابات على أساس قانون اجتثاث البعث.

### حاكم
وقد تلقى حزب الجبوري، التحالف الشعبي العراقي ، النصيب الأكبر من الأصوات في انتخابات محافظة صلاح الدين 2013 . وأصبح بذلك الجبوري في وقت لاحق محافظ محافظة صلاح الدين.
نجا الجبوري من محاولة اغتيال في 18 ديسمبر 2012.حيث كان يسير في منطقة تكريت في سيارة مع قتيبة الجبوري، النائب ورئيس كتلة العراقية الحرة الائتلاف، وذلك كجزء من عملية تفتيش من مختلف مناطق وقرى محافظة صلاح الدين. عند السفر بالقرب من قرية انفجرت سيارة ملغومة. ولحسن الحظ نجا كل من الرجال.
في ديسمبر 2013 علق الجبوري رئيس الوزراء نوري المالكي لمدة شهرين على الأقل في حين تم التحقيق في مزاعم الفساد.

## السياسة الوطنية
في انتخابات أبريل 2014، ترأس قناة العربية ائتلاف القائمة في صلاح الدين، الذي فاز بأكبر عدد من الأصوات في المحافظة. وفي أغسطس 2014 حصل على مقعد في مجلس النواب العراقي واستقال من منصب محافظ. وعين وزير الدولة لشؤون المحافظات، وظيفة في حكومة رئيس الوزراء حيدر العبادي، في 8 سبتمبر 2014.
في أغسطس عام 2015، وردا على الاحتجاجات ضد الفساد الحكومي وعدم الكفاءة، قام رئيس مجلس الوزراء بإلغاء 11 وظيفة في مجلس الوزراء، بما في ذلك وزارة الدولة لشؤون المحافظات.
بعد إبعاده تم الكشف عن أن هيئة النزاهة أصدرت حظرا على السفر ضده. وكان قد أدين مرتين من سرقة سيارة في عام 1985 و 1992 (والذي يجب أن يكون جعله غير مؤهل باعتبارها جريمة)[هل المصدر موثوق به؟]